# Charlotte Joachime von Spanien

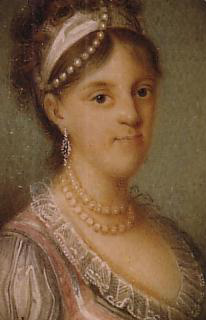
Königin Charlotte Joachime von Portugal

Charlotte Joachime (auf Portugiesisch Carlota Joaquina) (* 25. April 1775 in Aranjuez; † 7. Januar 1830 in Queluz) war eine Prinzessin von Spanien, Königin von Portugal und Brasilien.

## Leben

### Kindheit

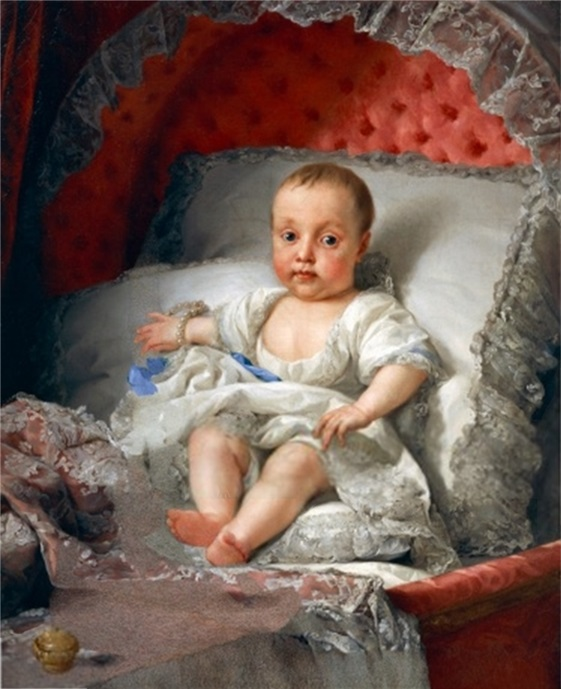
Charlotte Joachime um 1775 (Anton Raphael Mengs)

Charlotte Joachime wurde am 25. April 1775 als zweites (aber ältestes überlebendes) Kind Karls, des Prinzen von Asturien, und seiner Frau Maria Luisa von Parma im königlichen Palast von Aranjuez geboren und auf den Namen Carlota Joaquina Teresa Cayetana getauft. Ihren Vornamen Charlotte (Carlota) bekam sie zu Ehren ihres Vaters und ihres Großvaters väterlicherseits, König Karl III. von Spanien. Sie war die Lieblingsenkelin des spanischen Königs. Trotz der strengen Erziehung und höfischen Etikette wurde die Infantin als schelmisch und verspielt beschrieben.
Sie erhielt eine strenge und zutiefst katholische Ausbildung und erlernte Grundlagen in den Bereichen Religion, Geographie, Malerei und Reiten (Charlottes Lieblingssport). Das strenge Temperament der spanischen Monarchie erlegte der Familie und dem gesamten Hof strenge Verhaltensnormen und Etikette auf. Charlottes Mutter organisierte luxuriöse Festlichkeiten am Hof, bei denen die Moral leicht vergessen wurde, und gab sich sehr aktiv dem Kurtisanenleben hin. Bald würde ihr Bild mit dem einer promiskuitiven Frau in Verbindung gebracht werden, die ihren Ehemann mit anderen Männern betrog. Unter ihnen befand sich möglicherweise der Premierminister Manuel Godoy, dessen angebliche Liebesbeziehung zu dieser Zeit von der Presse eingehend untersucht wurde. Nicht einmal die aufeinanderfolgenden Schwangerschaften und die lang ersehnte Geburt eines lebenden männlichen Thronfolgers im Jahr 1784 retteten Maria Luísa vor der Verachtung der Bevölkerung. Sie ging als eine der unbeliebtesten Königinnen Spaniens in die Geschichte ein und ihr schlechter Ruf traf ihre Kinder zutiefst, insbesondere Charlotte, die erstgeborene Tochter.

### Hochzeit

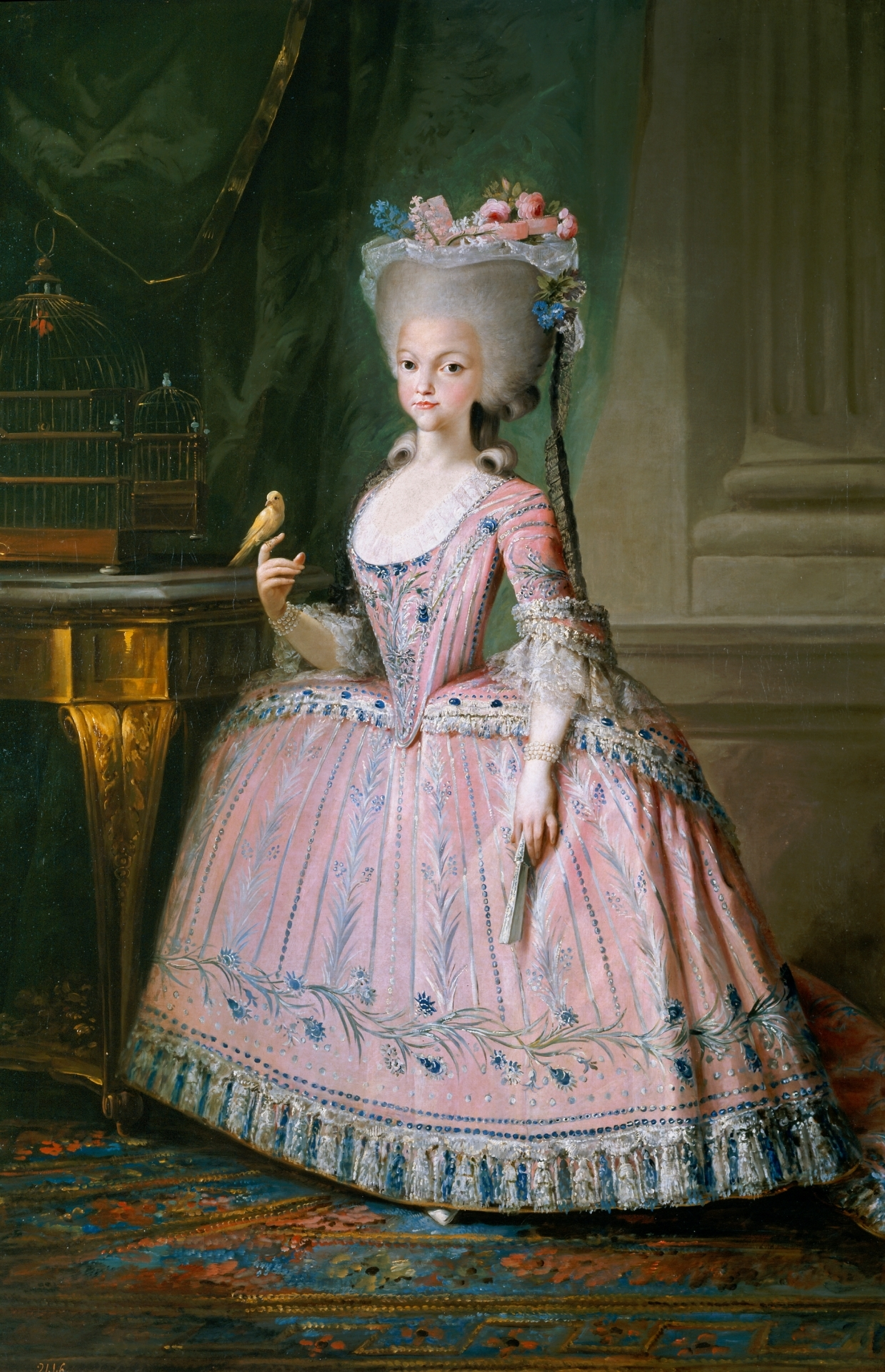
Infantin Charlotte Joachime von Spanien

Die  Hochzeit Charlotte Joachimes wurde Ende der 1770er Jahre von König Karl III. und seiner Schwester Maria Viktoria, der Königinwitwe von Portugal, arrangiert. Ziel Maria Viktorias war es, die diplomatischen Beziehungen zwischen den entfremdeten Ländern zu fördern. Charlotte Joachime sollte Johann, Herzog von Beja (jüngster Enkel von Maria Viktoria) und späteren König Johann VI. von Portugal, heiraten. Der spanische Infant Gabriel (Charlotte Joachimes Onkel väterlicherseits) hingegen heiratete die portugiesische Infantin Maria Viktoria (einzige überlebende Enkelin und Namensvetterin der Königinwitwe von Portugal).

Charlotte musste ihre Erziehung und Ausbildung durch eine Reihe von öffentlichen Prüfungen vor den spanischen Cortes und vor portugiesischen Botschaftern nachweisen, die im Auftrag von Königin Maria I. von Portugal die Eignung der Prinzessin zu beurteilen hatten, die ihren zweiten Sohn heiraten sollte. Im Oktober 1785 veröffentlichte die Gazeta von Lissabon einen Bericht über die Prüfung:
Alles war so vollkommen zufriedenstellend, dass man nicht die Bewunderung ausdrücken kann, die eine solch umfangreiche Anweisung in einem so frühen Alter hervorrufen muss: Aber … das entschiedene Talent, mit dem Gott diese heitere Frau ausstattete, wird sich in ihrem erstaunlichen Gedächtnis, Verständnis und Leichtigkeit zeigen.
Nachdem die Prüfung der Braut zu aller Zufriedenheit abgeschlossen wurde, gab es kein Hindernis mehr für die Vereinigung mit dem portugiesischen Prinzen. Am 8. Mai 1785 konnte somit die Ehe durch Stellvertreter gefeiert werden. Drei Tage später, am 11. Mai, verließen die 10-jährige Charlotte Joachime und ihr Gefolge Spanien in Richtung Lissabon. An diesem Tag bat sie ihre Mutter, statt eines Bildes der spanischen Infantin Margarita Theresa eines von ihr in einem roten Kleid an die Wand zu hängen. Zu ihrem Gefolge gehörten Pater Felipe Scio, der berühmte spanische Theologe, die Gelehrte Emília O'Dempsy als Hofdame und Anna Miquelina, die persönliche Magd von Charlotte Joachime. Die offizielle Trauung zwischen dem Infanten Johann von Portugal und Charlotte Joachime fand am 9. Juni 1785 statt. Sie war erst 11 Jahre alt, während ihr Ehemann ein 18-jähriger junger Mann war. Aufgrund des jungen Alters der Braut verzögerte sich der Vollzug der Ehe bis zum 9. Januar 1790, als Charlotte Joachime Kinder empfangen und gebären konnte.

### Leben am portugiesischen Hof

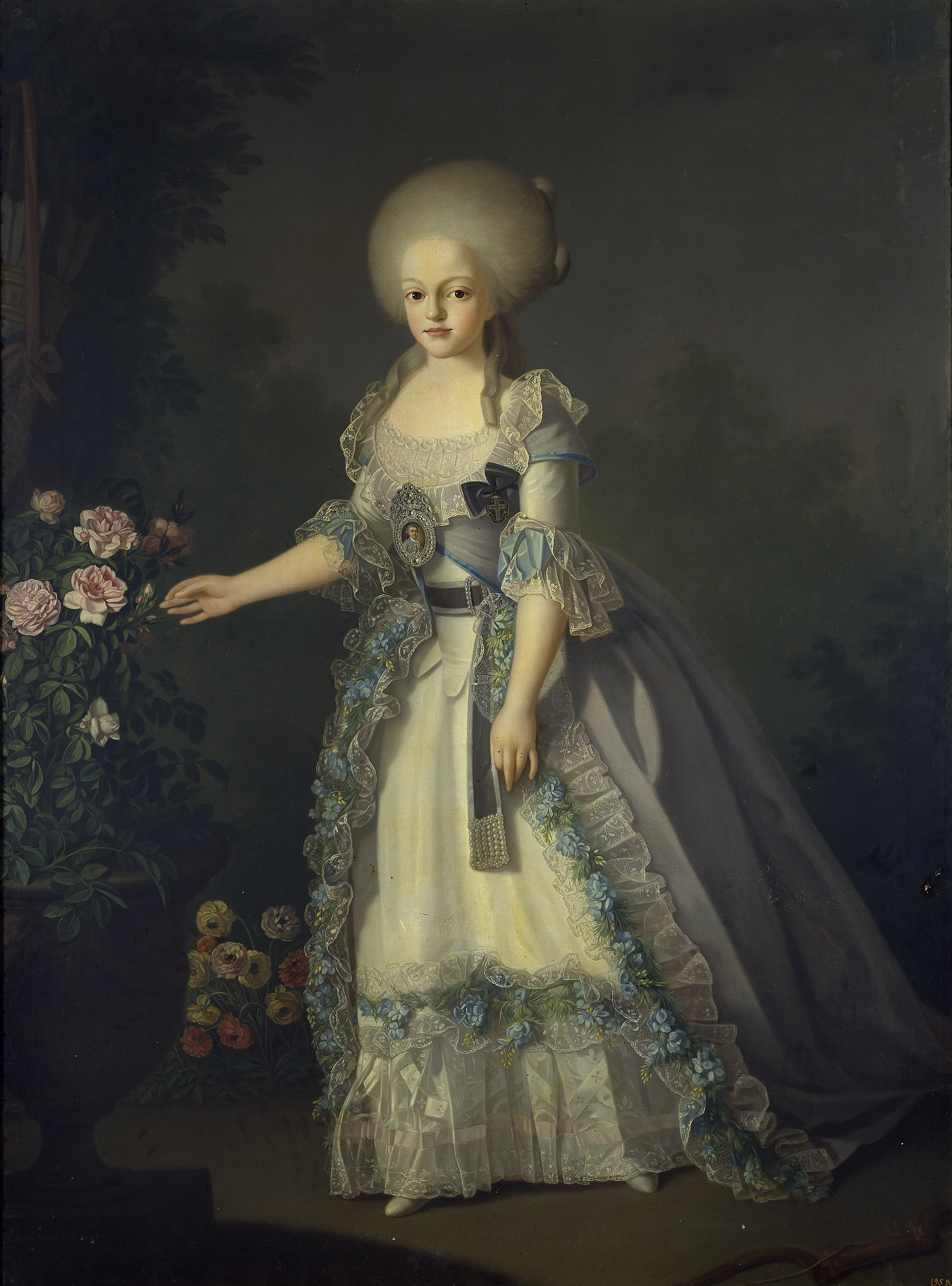
Porträt von Charlotte Joachime von Spanien

Kurz nach der Ankunft Charlotte Joachimes am portugiesischen Hof des Hauses Braganza musste sie feststellen, dass sich dieser in vielen Aspekten vom bekannten fröhlichen spanischen Hof unterschied. Während in anderen Teilen Europas der Hof ein Zeichen einer neuen Gesellschaft darstellte, die auf den Prinzipien des Zeitalters der Aufklärung beruhte, schrieb in Portugal die katholische Kirche Normen vor, die alle Arten von Unterhaltung verbot. Die Dramatisierung von Komödien einschließlich der Aufführung von Tänzen und anderen Vergnügungen war verboten. Bedingt durch den Aufstieg einer konservativen Gruppe des Adels und der Geistlichkeit in Portugal bot der Hof in der Regierungszeit von Königin Maria I. laut Charlotte Joachimes Großtante, Königin Maria Anna Viktoria von Spanien, eine extrem „langweilige“ Umgebung. Charlotte Joachime lebte nun – im Gegensatz zu der Extravaganz und dem Luxus, an den sie gewöhnt war – inmitten eines sehr religiösen und strengen Hofes. Nichtsdestotrotz war die Beziehung zu ihrer Schwiegermutter sehr zärtlich, wie die zwischen ihnen ausgetauschten Briefe zeigen. Charlotte Joachimes Freude und Lebhaftigkeit führten bei der Königin sogar zu seltenen Stunden der Entspannung.
In Bezug auf das traditionelle weibliche Verhalten missbilligten portugiesische Männer die Leichtigkeit, mit der Charlotte Joachime im öffentlichen Raum auftrat. Da die meisten portugiesischen Frauen ihres sozialen Lebens beraubt wurden, führte Charlotte Joachimes Verhalten zu einigen böswillige Gerüchten. Während ihrer Zeit in Lissabon hatte die Herzogin von Abrantès – die Frau des französischen Generals Junot, welcher später in Portugal einfiel – Charlotte Joachime sowohl wegen ihrer Art als auch wegen ihrer Kleidung verspottet und sie als äußerst hässliche Frau bezeichnet.

### Prinzessin von Brasilien
Im Jahr 1788, als sein ältester Bruder Joseph, Prinz von Brasilien, starb, rückte Johann als Thronfolger seiner Mutter auf. Bald erhielt er die Titel Prinz von Brasilien und 15. Herzog von Braganza. Zwischen 1788 und 1816 war Charlotte Joachime als Prinzessin von Brasilien und als Ehefrau des Erben des portugiesischen Throns bekannt.

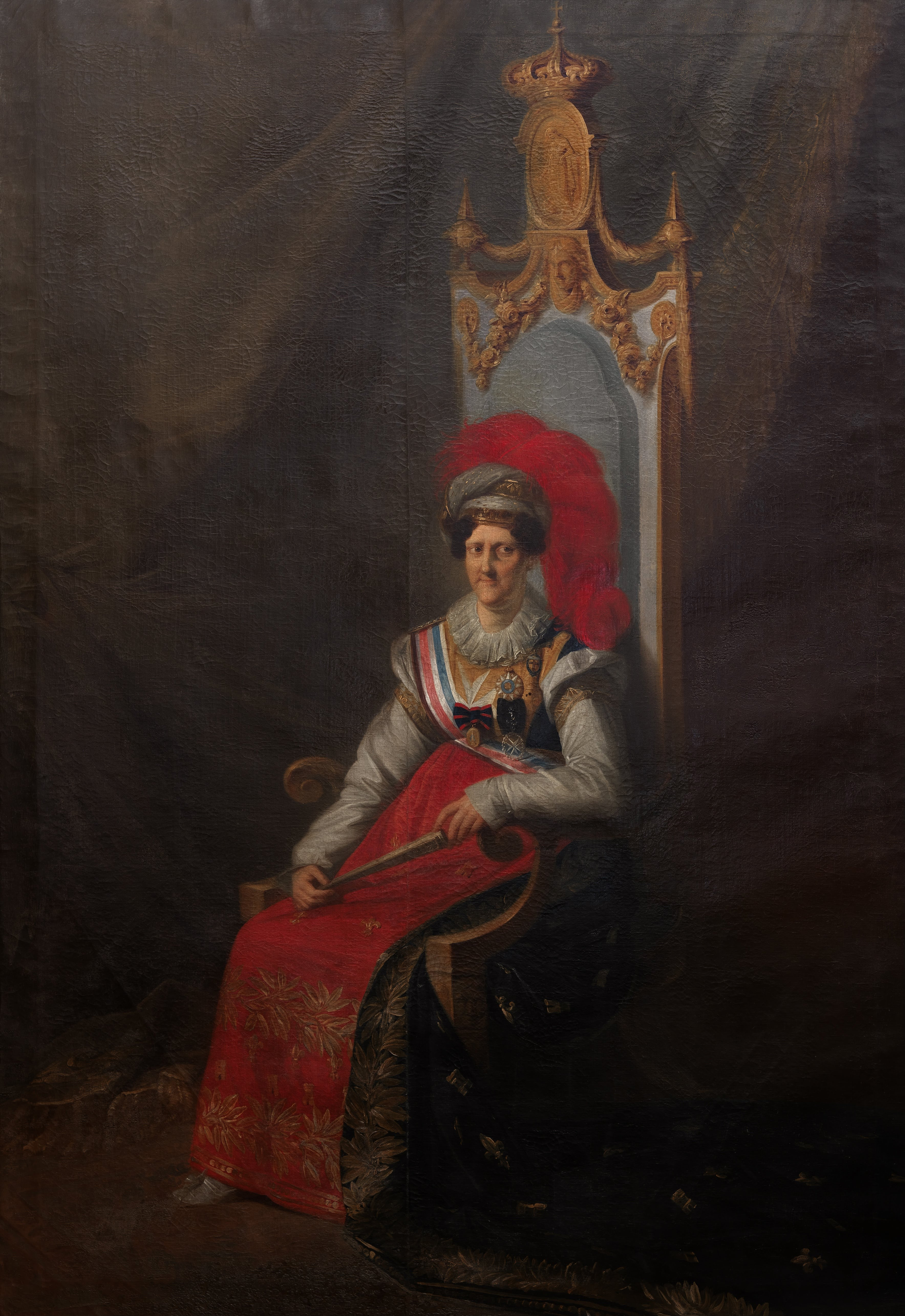
Charlotte Joachime, Königin von Portugal, 1824

Charlotte Joachime und Johann führten eine sehr unglückliche Ehe. Johann war gutmütig, träge, korpulent und fast so hässlich wie sie. Seine religiösen Ansichten langweilten sie zutiefst. Trotzdem brachte sie während ihrer Ehe neun Kinder zur Welt, und weil sie alle gutaussehend waren, wurde gemunkelt, dass besonders die jüngeren einen anderen Vater hatten.
Nachdem Königin Maria I. 1792 für verrückt und regierungsunfähig erklärt wurde, übernahm Prinz Johann die Regierung in ihrem Namen, obwohl er erst 1799 den Titel eines Prinzregenten annahm. Diese Änderung der Ereignisse entsprach Charlotte Joachimes ehrgeizigem und manchmal gewalttätigem Charakter. Am portugiesischen Gericht mischte sie sich häufig in Staatsangelegenheiten ein und versuchte, die Entscheidungen ihres Mannes zu beeinflussen. Diese Versuche, sich in die Politik einzumischen, missfielen dem portugiesischen Adel und sogar der Bevölkerung.

### Politische Verschwörung
Charlotte Joachime war eine ehrgeizige Frau, die immer versuchte, die spanischen Interessen zu fördern, auch wenn diese zum Nachteil für Portugal ausfielen. Da sie viele Male von den Regierungsentscheidungen ausgeschlossen worden war, organisierte Charlotte Joachime eine Verschwörung mit der Absicht, dem Prinzregenten die Macht zu entziehen, ihn zu verhaften und zu erklären, dass er nicht wie seine Mutter regieren könne. Im Jahre 1805 wurde diese Verschwörung aufgedeckt. Der Graf von Vila Verde schlug die Einleitung einer Untersuchung und die Verhaftung aller Beteiligten vor, aber Charlotte Joachime konnte dieser Bestrafung entkommen, weil ihr Ehemann, der einen öffentlichen Skandal verhindern wollte, sich dieser Verhaftung widersetzte. Er zog es vor, die Freiheit seiner Frau auf den Queluz-Palast und Ramalhão-Palast zu beschränken. Er selbst zog in den Nationalpalast von Mafra, um sich von ihr zu trennen. Zu dieser Zeit behaupteten die Feinde von Charlotte Joachime, sie habe einen Rückzugsort gefunden, an dem sie sich sexuellen Orgien hingab.

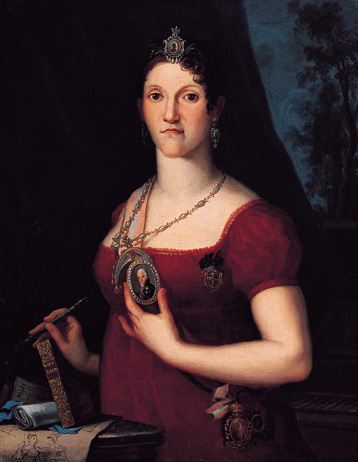
Charlotte Joachime

### In Brasilien
im Jahr 1807 verließ die portugiesische Königsfamilie aufgrund der napoleonischen Invasion Portugal und flüchtete nach Brasilien in die Stadt Rio de Janeiro. Am 20. März 1816 starb Königin Maria I., ihr Sohn Johann bestieg den Thron und Charlotte Joachime wurde daraufhin Königin.
Während des Aufenthalts in Brasilien unternahm Charlotte Joachime Versuche, spanische Verwaltungsprinzipien einzuführen. Dieses Projekt wurde später unter dem Namen Carlotismo bekannt. Nach der Invasion Napoleons in Spanien musste Ferdinand VII., Charlottes jüngerer Bruder, abdanken und Joseph Bonaparte den Thron übergeben. Die meisten Spanier betrachteten ihn aber nicht als legitimen König, sodass sich Charlotte Joachime als die Erbin ihrer gefangenen Familie und des spanischen Throns betrachtete. Angeblich wollte sie Buenos Aires und Nordargentinien besetzen und sich selbst als „Königin von La Plata“ ausrufen. Ihr Ziel sei gewesen, nach einer Abdankung Johanns ein Königreich unter ihrer und spanischer Macht zu erschaffen. Eine vertrauensvolle Ehe bestand also nicht. Um den Schein dennoch zu wahren, trat sie gemeinsam mit Johann in der Öffentlichkeit auf. Obwohl Charlotte viele Sympathien auf sich zog, scheiterten alle ihre Pläne. Trotz allem brachte sie ihren Ehemann dazu, sich direkter in die spanische Kolonialpolitik einzubringen, was mit der Einnahme von Montevideo im Jahre 1817 und der Annexion der Provinz Cisplatin im Jahre 1821 endete.

### Rückkehr nach Portugal

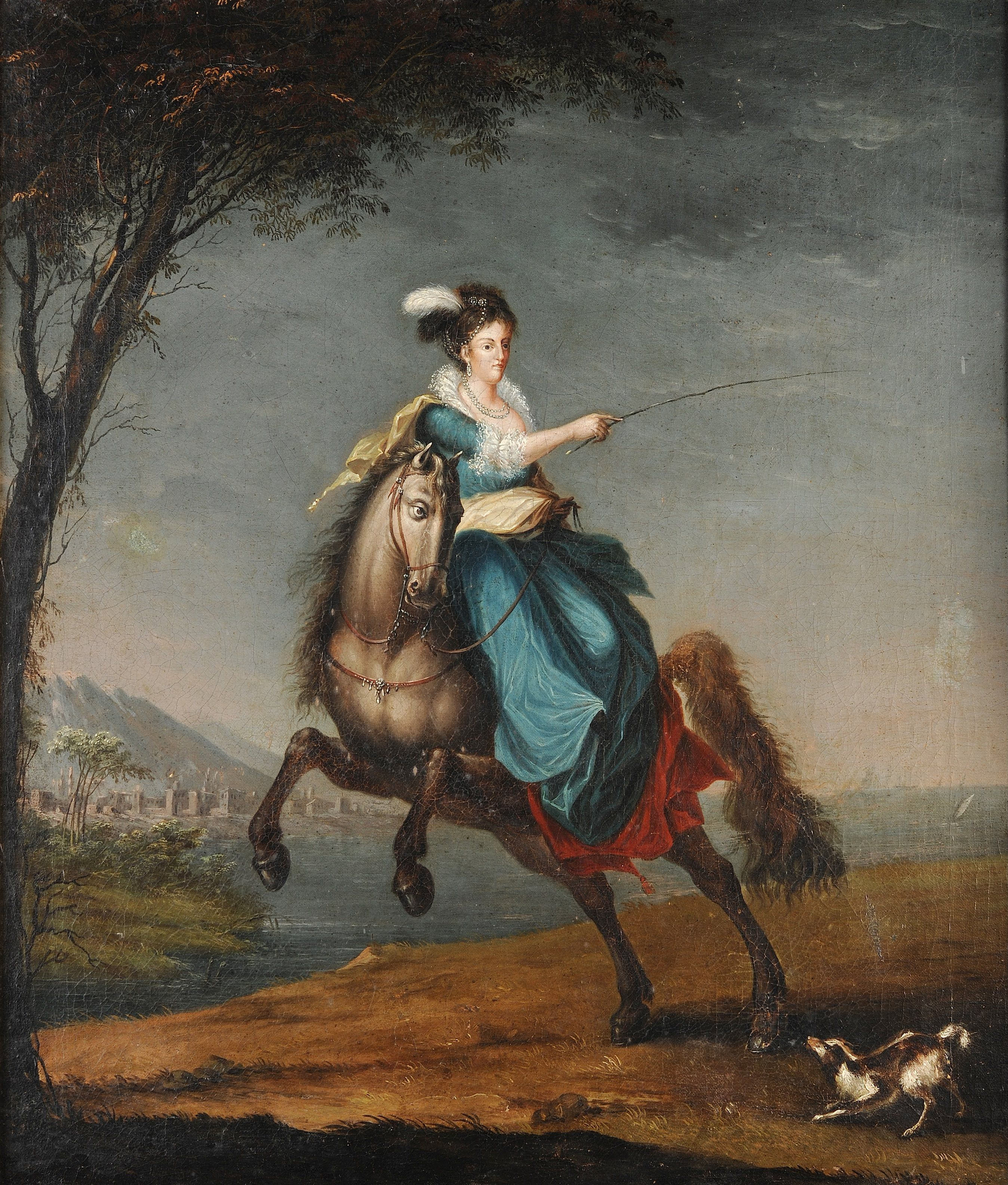
Reiterporträt von Charlotte Joachime

Aufgrund der Unruhen in Portugal trafen sich am 30. Januar 1821 die Cortes in Lissabon und verfügten über die Bildung eines Regentschaftsrates, um im Namen des Königs Johann Macht auszuüben. Sie befreiten viele politische Gefangene und forderten die sofortige Rückkehr des Königs. Als die Königin Portugal 1821 nach 14-jähriger Abwesenheit wieder sah, betrat sie ein Land, das sich seit ihrer Abreise sehr gewandelt hatte. 1807, als sie Portugal verließ, war das Land eine absolute Monarchie. Die Truppen Napoleons brachten dann revolutionäres Gedankengut nach Portugal, das besonders in der schlecht bezahlten und gedemütigten portugiesischen Armee auf fruchtbaren Boden fiel. 1820 hatte mit einem Aufstand in Porto die Liberale Revolution in Portugal begonnen. Eine verfassunggebende Cortes war einberufen worden, die 1821 die erste Verfassung des Landes verabschiedete. Auch in ihrem Heimatland Spanien hatte es 1812 ähnliche Bestrebungen gegeben, diese waren aber von einer im Auftrage der Heiligen Allianz nach Spanien entsandten französischen Armee unterdrückt worden, der Absolutismus wurde 1823 in Spanien wieder eingeführt.

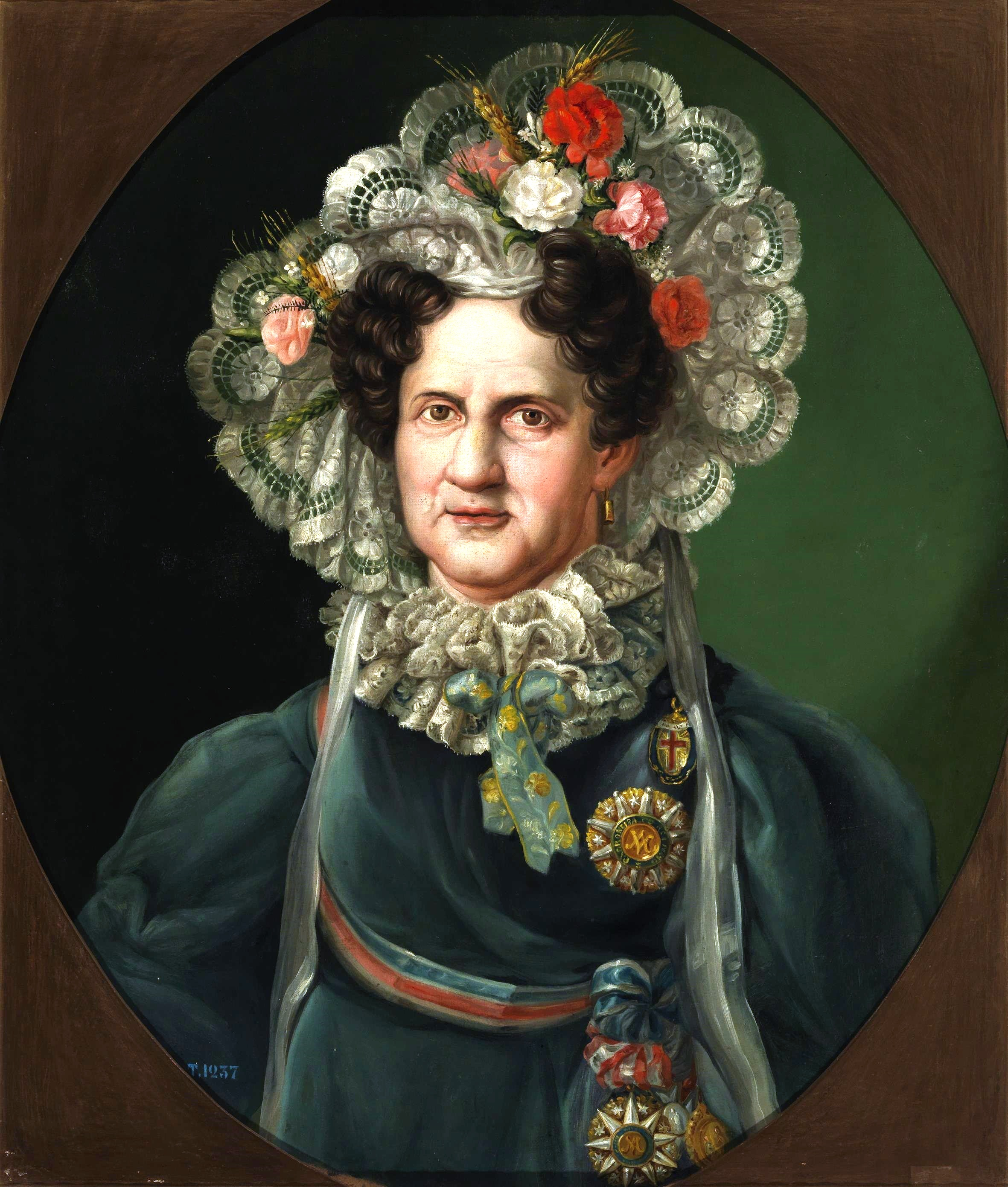
Charlotte Joachime

Ähnliches wünschte sich die Königin, die eine erzkonservative Einstellung hatte, auch für Portugal. Allerdings hatte ihr Ehemann, der König, einen Eid auf die Verfassung von 1821 geschworen und war nicht bereit, diesen zu brechen. Charlotte Joachime weigerte sich, ihrem Ehemann zu folgen, und wurde so ihrer politischen Rechte beraubt und ihres Titels als Königin enthoben. Charlotte Joachime verbündete sich daraufhin mit ihrem jüngeren Sohn, Prinz Michael (der ältere Sohn und Thronfolger, Peter, war in Brasilien verblieben, hatte dort 1822 die Unabhängigkeit verkündet und sich selbst als Peter I. zum Kaiser ausgerufen). Michael teilte die reaktionären Einstellungen seiner Mutter und wurde von ihr kontinuierlich beeinflusst. Charlotte Joachime und Michael hofften auch auf die Unterstützung der Heiligen Allianz und der französischen Armee, die aus Spanien nach Portugal weitermarschieren sollte, um auch dort den Absolutismus wiederherzustellen. 1824 führten die Königin und Michael, der von seinem Vater zum Oberbefehlshaber der portugiesischen Armee ernannt worden war, ihren Aufstand durch. Der König wurde in seinem Palast praktisch als Gefangener gehalten, die Königin versuchte, ihren Mann dazu zu bewegen, zugunsten seines Sohnes Michael abzudanken. Johann VI. konnte sich allerdings mit britischer Hilfe befreien, floh auf ein englisches Kriegsschiff, enthob seinen Sohn des Oberbefehls und zwang ihn schließlich, das Land zu verlassen. Am 14. Mai kehrte der König nach Bemposta zurück, stellte den Ministerrat wieder her und zeigte den anderen, die rebelliert hatten, Großzügigkeit. Dies hat die Königin jedoch nicht von weiteren Verschwörungen abgehalten. Die Polizei entdeckte einen weiteren für den 26. Oktober geplanten Aufstand, auf dessen Grundlage Johann seine Frau im Palast von Queluz unter Hausarrest stellte. Charlotte Joachime verstarb in Portugal, ohne nochmals eine entscheidende Rolle in der Politik ihres Landes gespielt zu haben.

### Nachkommen

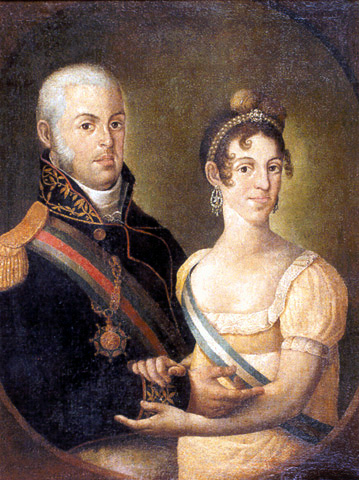
Johann VI. und Charlotte Joachime, 1815 (Gemälde von Manuel Dias de Oliveira)

Mit Johann VI. hatte sie folgende Kinder:
- Maria Theresa (1793–1874),

1. ⚭ 1810 Peter Karl von Bourbon und Braganza, einen Sohn der Schwester ihres Vaters.
2. ⚭ 1838 Carlos (V.) (1788–1855) Thronprätendent von Spanien

- Franz Anton Pio (1795–1801), vierter Fürst von Beira
- Maria Elisabeth (Isabel) (1797–1818) ⚭ 1816 Ferdinand VII. König von Spanien
- Peter IV. (1798–1834) König von Portugal, Kaiser von Brasilien

1. ⚭ 1817 Maria Leopoldine von Österreich (1797–1826)
2. ⚭ 1829 Amélie von Leuchtenberg (1812–1873)

- Maria Franziska (1800–1834) ⚭ 1816 Carlos (V.) (1788–1855) Thronprätendent von Spanien
- Isabella Maria von Portugal (1801–1876) Regentin von Portugal
- Michael I. (1802–1866) König von Portugal ⚭ 1851 Adelheid von Löwenstein-Wertheim-Rosenberg (1831–1909)
- Maria Assunção (1805–1834)
- Anna da Jesus (1806–1857) ⚭ 1827 Nuno José Severo de Mendoça Rolim de Moura Barreto, Herzog von Loulé (1804–1875)